# Kościół ewangelicko-reformowany w Warszawie
Kościół ewangelicko-reformowany w Warszawie – zabytkowy kościół znajdujący się przy al. „Solidarności” 74 w Warszawie. Jest kościołem parafialnym stołecznej parafii Ewangelicko-Reformowanej.

## Historia

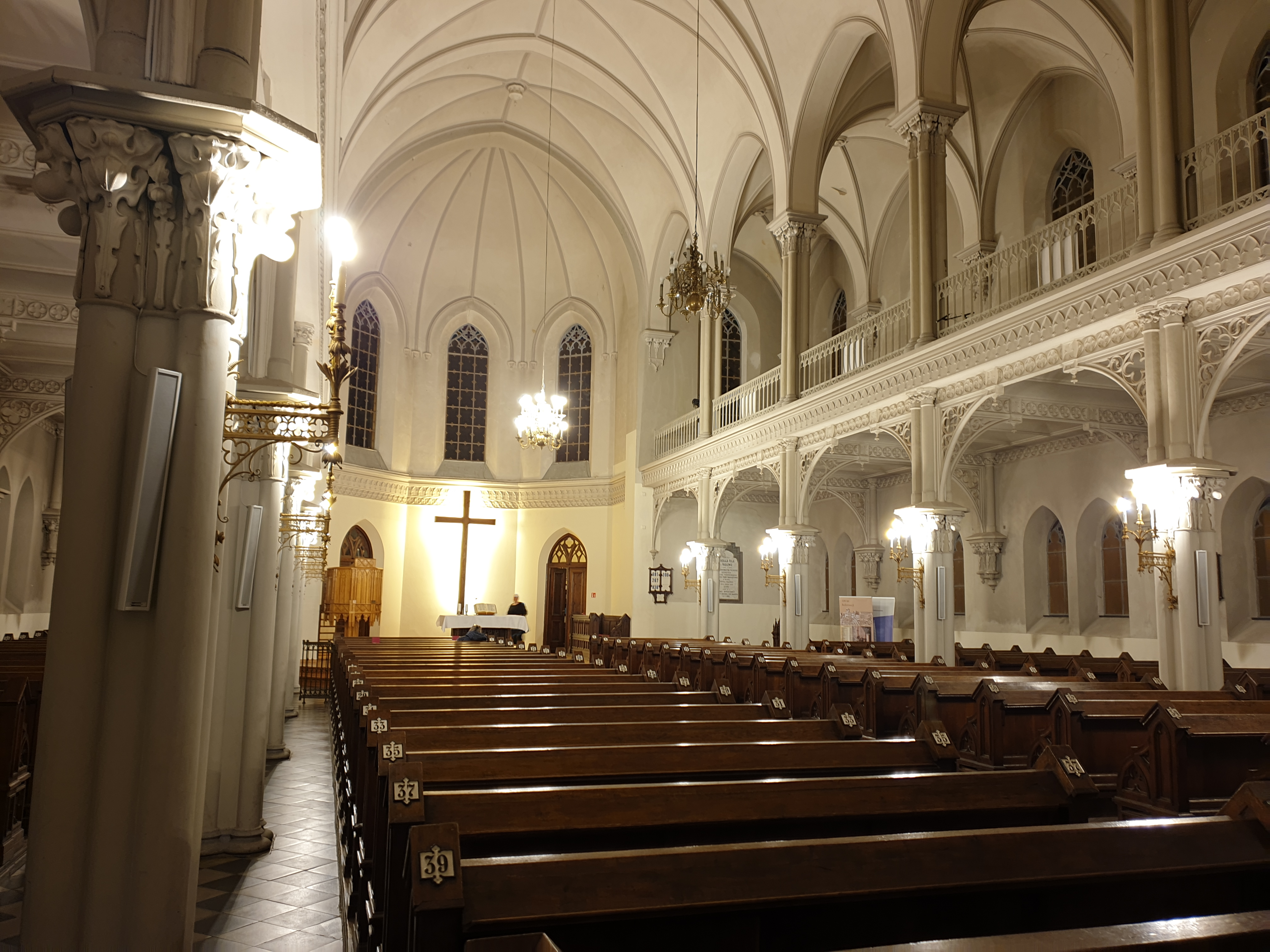
Wnętrze świątyni

Prace budowlane rozpoczęły się w październiku 1866 roku. Projekt świątyni w stylu neogotyckim został sporządzony przez jednego z wiernych, warszawskiego architekta Adolfa Loewego. Do budowy zostało użyte m.in. żeliwo. Budowa trwała 14 lat z powodu dużych kosztów finansowych. Kościół został poświęcony 24 października 1880 roku. 
W latach 1940–1942 świątynia wraz z kilkoma sąsiednimi budynkami znajdowała się w tzw. enklawie ewangelickiej – niewłączonym do getta warszawskiego obszarze otoczonych z trzech stron terenem dzielnicy zamkniętej.
W czasie II wojny światowej świątynia została częściowo uszkodzona (dwie zakrystie i prezbiterium z kazalnicą). Wieża, chociaż została ostrzelana, nie została zniszczona. Po wojnie kościół został odbudowany.
W 1965 roku świątynia została wpisana do rejestru zabytków. 